# Jędrzej Krysiński
Jędrzej Jan Krysiński (ur. 24 kwietnia 1904 w Grodzisku Mazowieckim, zm. 1993 w Radomiu) – polski malarz.
W Radomiu zamieszkał mając czternaście lat, po ukończeniu szkoły średniej wyjechał do Warszawy i rozpoczął studia w Szkole Sztuk Pięknych (od 1932 Akademia Sztuk Pięknych w Warszawie. Uczył się w pracowniach Władysława Skoczylasa, Wincentego Drabika i Leonarda Pękalskiego. Pracę dyplomową obronił w 1933 u Karola Tichego i powrócił do Radomia, gdzie próbował stworzyć stałe miejsce wystaw. Razem z przyszłą żoną Krystyną Kowalską i Stanisławem Trzebińskim organizował wystawy malarstwa, od 1935 nauczał w rysunku i technik reklamowych. Po 1945 był członkiem Towarzystwa Przyjaciół Sztuk Pięknych. Razem z żoną współtworzył radomskie środowisko malarzy, współpraca z Wacławem Dobrowolskim zainicjowała organizację cyklicznych wystaw i zdarzeń popularyzujących malarstwo w Radomiu. 